# Пульсец
Пульсец — река в России, протекает по Томской области. Долина реки лежит вдоль южных склонов урочища Пульсецкий материк. К югу от речной долины находится болото Пульсецкое. Устье реки находится в 169 км от устья Сангильки по левому берегу. Длина реки составляет 116 км, площадь водосборного бассейна — 1020 км². В 70 км от устья, по левому берегу реки впадает река Беличья.

## Данные водного реестра
По данным государственного водного реестра России, относится к Верхнеобскому бассейновому округу, водохозяйственный участок реки — Обь от впадения реки Васюган до впадения реки Вах, речной подбассейн реки — Васюган. Речной бассейн реки — (Верхняя) Обь до впадения Иртыша.

## Топографическая карта
- Лист карты P-44-XXXIII,XXXIV. Масштаб: 1 : 200 000. Состояние местности на 1966 год. Издание 1986 г.